# Dilbeek
Dilbeek este o comună în provincia Brabantul Flamand, în Flandra, una dintre cele trei regiuni ale Belgiei. Comuna este limitrofă cu Regiunea Capitalei Bruxelles, fiind situată în partea de vest a acesteia și este formată din localitățile Dilbeek, Itterbeek, Groot-Bijgaarden, Schepdaal, Sint-Martens-Bodegem și Sint-Ulriks-Kapelle. Suprafața totală este de 41,18 km². Comuna Dilbeek este situată în zona flamandă vorbitoare de limba neerlandeză a Belgiei. La 1 ianuarie 2008 comuna avea o populație totală de 39.654 locuitori. Minoritatea vorbitoare de limba franceză este reprezentată de 4 membri din 33 în consiliul local. 

## Localități înfrățite
- Austria: OberVellach, Hermagor
- Statele Unite ale Americii: Dalton, Georgia
- Africa de Sud: Franschhoek